# Podocarpus dieffenbachii
Podocarpus dieffenbachii là một loài thực vật hạt trần trong họ Podocarpaceae. Loài này được Hook. mô tả khoa học đầu tiên năm 1843.